# Аугуст фон Макензен
Вижте пояснителната страница за други личности с името Макензен.
Антон Лудвиг Аугуст фон Макензен (на немски: Anton Ludwig Friedrich August von Mackensen), роден като Аугуст Макензен, е германски военен, фелдмаршал. Макензен се отличава като командващ през Първата световна война и става един от най-бележитите германски военни лидери.
Дава висока оценка на командваните от него български войски при освобождението на Македония, Поморавието и Добруджа.

## Детство
Макензен е роден на 6 декември 1849 година в Хаус Лайпниц близо до село Даленберг в Кралство Прусия (сега федерална провинция Саксония в Германия) в семейството на Лудвиг и Мария Лудвиг Макензен. Баща му го изпраща в реална гимназия в Хале ан дер Саале през 1865 година с надеждата, че Макензен ще го последва в професията му.
Започва военната си кариера през 1869 година като доброволец във Втори хусарски полк. По време на Френско-пруската война е повишен в чин младши лейтенант и награден с Железен кръст, втора степен. След университета в Хале, формално влиза в немската армия през 1873 година в стария си полк. През 1891 година се присъединява към Генералния щаб в Берлин, където е повлиян от новия си началник Алфред фон Шлифен. Дадена му е благородническа титла и става Аугуст фон Макензен. Когато Шлифен се пенсионира през 1906 година, Макензен е считан от някои като възможен наследник, въпреки че длъжността е поверена на Хелмут фон Молтке.

## Първа световна война
В началото на Първата световна война Макензен командва 17-и армейски корпус като част от 8-а армия, първо под командата на генерал Притвиц, а после – от генерал Хинденбург, и участва в битките при Гумбинен и Таненберг. По-късно през годината Макензен взема командването на новата 9-а армия и е награден с орден за храброст за действията си около Лодз и Варшава. През пролетта на 1915 година ръководи Горлицкия пробив в руските позиции, превземайки на Пшемишъл и Лвов.

### Сръбска кампания
През октомври 1915 година Макензен става общ главнокомандващ на германските, австро-унгарските и българските части, воюващи срещу Сърбия и разбива ефективно сръбската съпротива.

### Румънска кампания
В 1916 година Макензен води успешна кампания срещу Румъния (под командването на генерал Ерих фон Фалкенхайн). Той командва многонационалната армия от българи, турци и германци. Въпреки това атаките му са много успешни, разбивайки румънските, руски и сръбски части, изправени срещу него. По време на боевете в Добруджа Макензен влиза в конфликт с командващия Трета българска армия – генерал Стефан Тошев, който отстоява интересите на българската страна.
След тази кампания е награден с „Schwarzer Adler“ (черен орел), най-високият по ранг рицарски орден в Прусия и е повишен във фелдмаршал. На 09 декември 1916 г. кайзер Вилхелм поздравява генерал-фелдмаршал фон Макензен по случай падането на Букурещ с благодарствена телеграма. От 1917 година е военен губернатор на Румъния. Последната му кампания е опитът да разгроми дезорганизираната румънска армия (след като офанзивата на Керенски е отхвърлена). Но опитът е неуспешен (битка при Марасещи) с тежки загуби за двете страни. В края на войната е пленен от френската армия на генерал Луи Франше д'Еспере в Унгария и е конвоиран в специален влак до Солун. Държан е като военнопленник до ноември 1919 година, когато е освободен по здравословни причини. На 8 декември 1919 г. е посрещнат с военни почести в Касел.

## Следвоенна кариера
През 1920 година се пенсионира от армията. Въпреки че е в опозиция на новото републиканско управление, той страни от обществени кампании. Около 1924 година променя мнението си и започва да използва славата си на военен герой, за да поддържа консервативните монархически групировки. Става много активен в паравоенните консервативни организации особено в Stahlhelm и Обществото на Шлифен.
По време на изборите през 1932 година подкрепя Хинденбург срещу Хитлер, но се приближава до властта и Макензен става явен поддръжник на нацисткия режим. Въпреки това, той протестира против убийствата на генералите фон Бредов и фон Шлайхер и комитетите в Полша. В началото на 40-те Хитлер и Гьобелс подозират Макензен в предателство, но не могат да сторят нищо. Той остава убеден монархист (явява се в пълна бойна униформа на погребението на император Вилхелм II през 1941 година).
Макензен умира на 8 ноември 1945 година, след Втората световна война, на 95 години. Неговият живот обхваща времето на същствуване на Прусия, Германската империя, Ваймарската република, Нацистка Германия и следвоенната окупация.

## Български отличия
- `Св. Александър` I степен с мечове - 1918 г.[10]